# Gigant Berlin
Gigant Berlin – Die erregendste Stadt der Welt ist ein deutscher experimenteller Dokumentarfilm von Leo de Laforgue aus dem Jahr 1964.
Gigant Berlin ist ein Dokumentarfilm in Farbe mit einer Laufzeit von 85 Minuten und wurde am Thementag „50 Jahre Mauerbau“ am 13. August 2011 im RBB Fernsehen zum ersten Mal im Fernsehen ausgestrahlt.

## Handlung
Der Film zeigt den Alltag in Berlin Ende der 1950er und Anfang der 1960er Jahre. Er präsentiert ein modernes West-Berlin nach dem Wiederaufbau. Passend dazu zeigt er unter anderem das in den 1950er Jahren neu bebaute Hansaviertel.
Der Film dokumentiert mehrere besondere Ereignisse der Zeitgeschichte Berlins; den Bau der Berliner Mauer 1961, den Besuch John F. Kennedys 1963 und den Abriss einiger Teile der alten Kaiser-Wilhelm-Gedächtniskirche.

## Hintergrund
Die Aufnahmen für den Film entstanden in den Jahren 1957 bis 1963. Merkmale des Films sind stellenweise die schnellen Schnitte, die den Film teilweise zu einem Bilderrausch werden lassen. Bei der Entstehung von Gigant Berlin übernahm Leo de Laforgue viele Arbeitsschritte des Films selbst.
Der Dokumentarfilm lagerte im Filmarchiv in Berlin und geriet jahrzehntelang in Vergessenheit. 2011 wurde der Dokumentarfilm zum ersten Mal im Fernsehen ausgestrahlt und im selben Jahr auf DVD veröffentlicht.
Während de Laforgues Berlin-Film Symphonie einer Weltstadt aus dem Jahr 1941 noch das historische Berlin präsentiert, zeigt Gigant Berlin zwanzig Jahre später ein Berlin, das sein Gesicht gewandelt hat zu einer modernen Großstadt, das geteilt ist und sich von seinen Traditionen zu trennen versucht.
Für seinen „abendfüllenden Repräsentationsfarbfilm“ trug Leo de Laforgue dem Bundesminister für Gesamtdeutsche Fragen und Vizekanzler Erich Mende das „Ehrenprotektorat“ an. Dies begründete er damit, dass „diese Farbfilmschöpfung nicht nur – nach Ansicht aller Sachverständigen und Kritiker – künstlerisch attraktiv ist, sondern auch in politisch-propagandistischer Hinsicht weltweite Bedeutung hat.“ Laforgue betonte, es handele sich nicht um „sogenannte Wochenschau-Scenen, sondern ausdrucksdeutende szenische Vorgänge“. So habe er ca. 50.000 Meter Eastman-Color Film von allen dramatischen Vorgängen gedreht: Flucht-Szenen inklusive „einer Erschiessung vor dem Stacheldraht“, die Panzer-Affronts und die Konfrontation am Checkpoint Charlie sowie Luftaufnahmen. Da der Film im Urteil des Presse- und Informationsamtes des Landes Berlin die Voraussetzungen eines „Berlin-Films“ keineswegs erfüllte, riet es vom Ehrenprotektorat ab und das BMG reagierte gar nicht. Auch die Filmbewertungsstelle in Wiesbaden (FBW) hatte schwerwiegende Bedenken, vor allem gegen die Nachinszenierung eines Fluchtversuchs mit tödlichem Ausgang. Darüber hinaus konstatierte sie: „Die Oberflächlichkeit der Bilder wird noch weit überboten durch die des Kommentars“ und verweigerte dem „Berliner Bilderbogen, in den einige Filmaufnahmen von aktuellen Ereignissen eingestreut“  sind, ein Prädikat.